# 訃報 2006年4月
訃報 2006年4月（ふほう 2006ねん4がつ）では、2006年4月中に物故した、又は物故が報じられた人物についてまとめる。

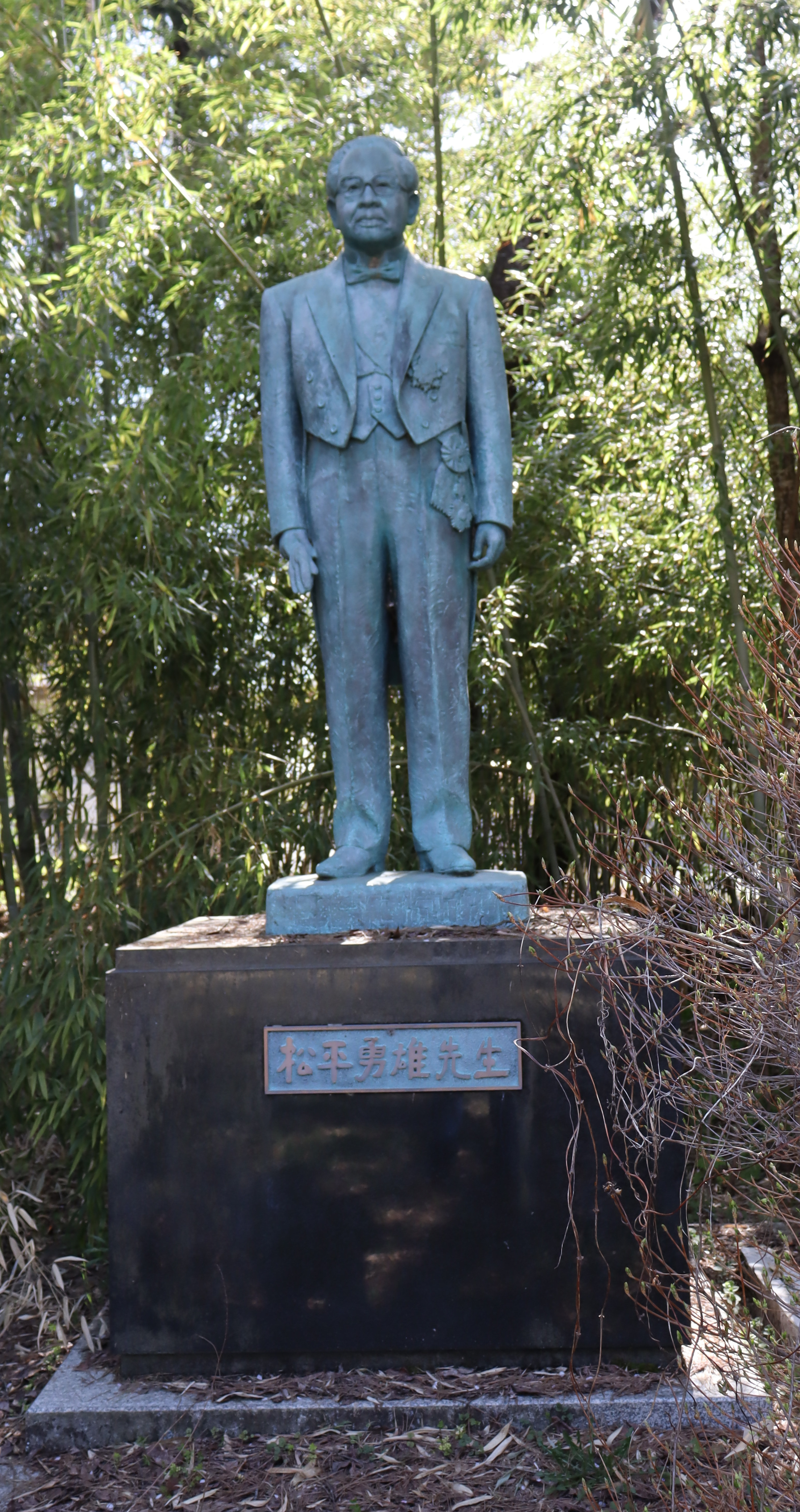
松平勇雄／4月1日没

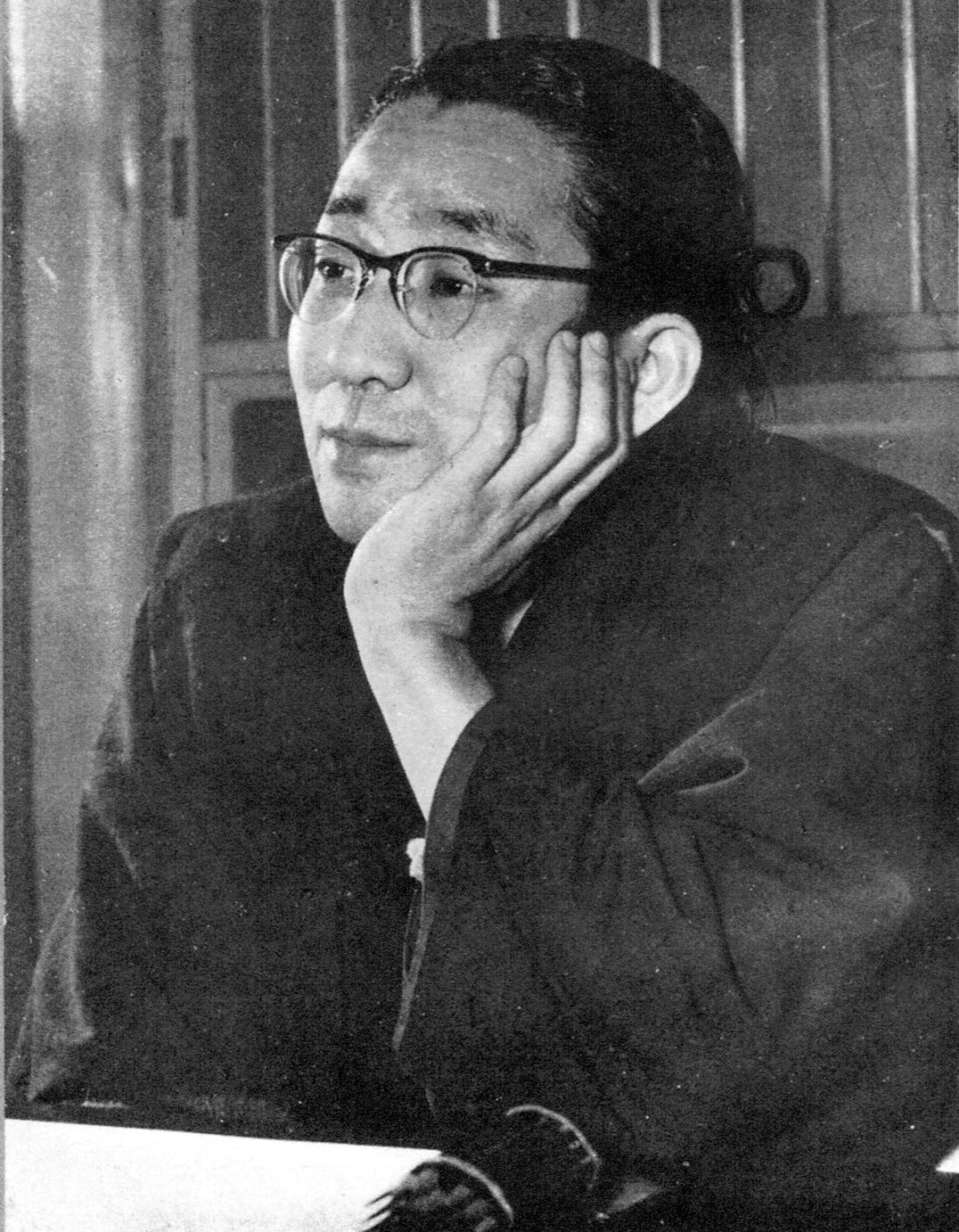
村上元三／4月3日没

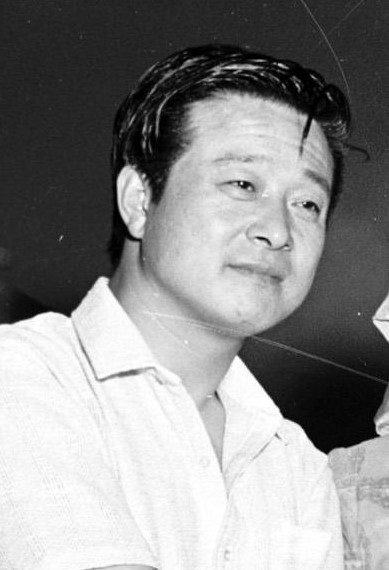
申相玉／4月11日没

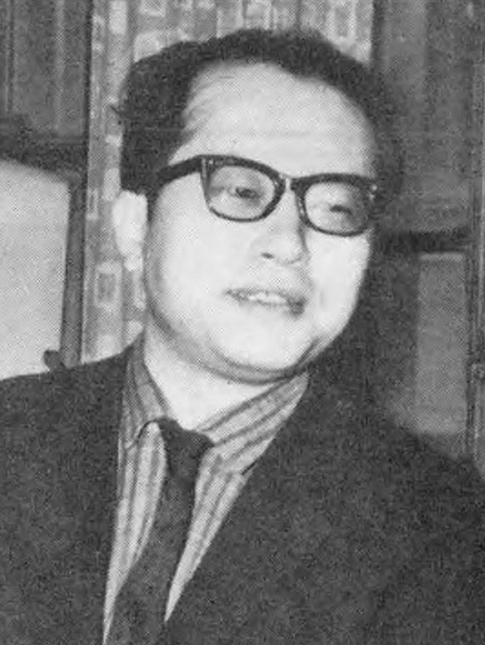
黒木和雄／4月12日没

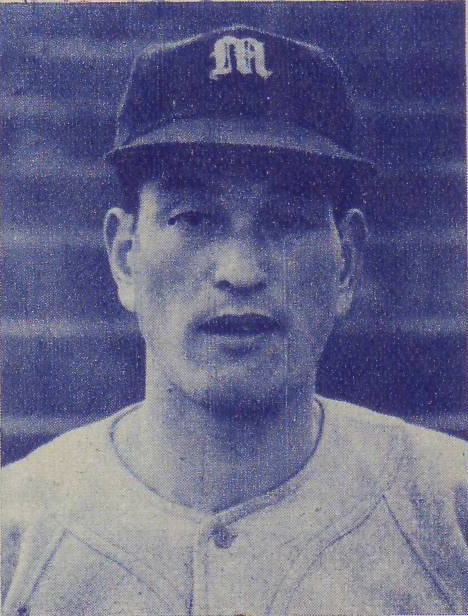
三宅宅三／4月16日没

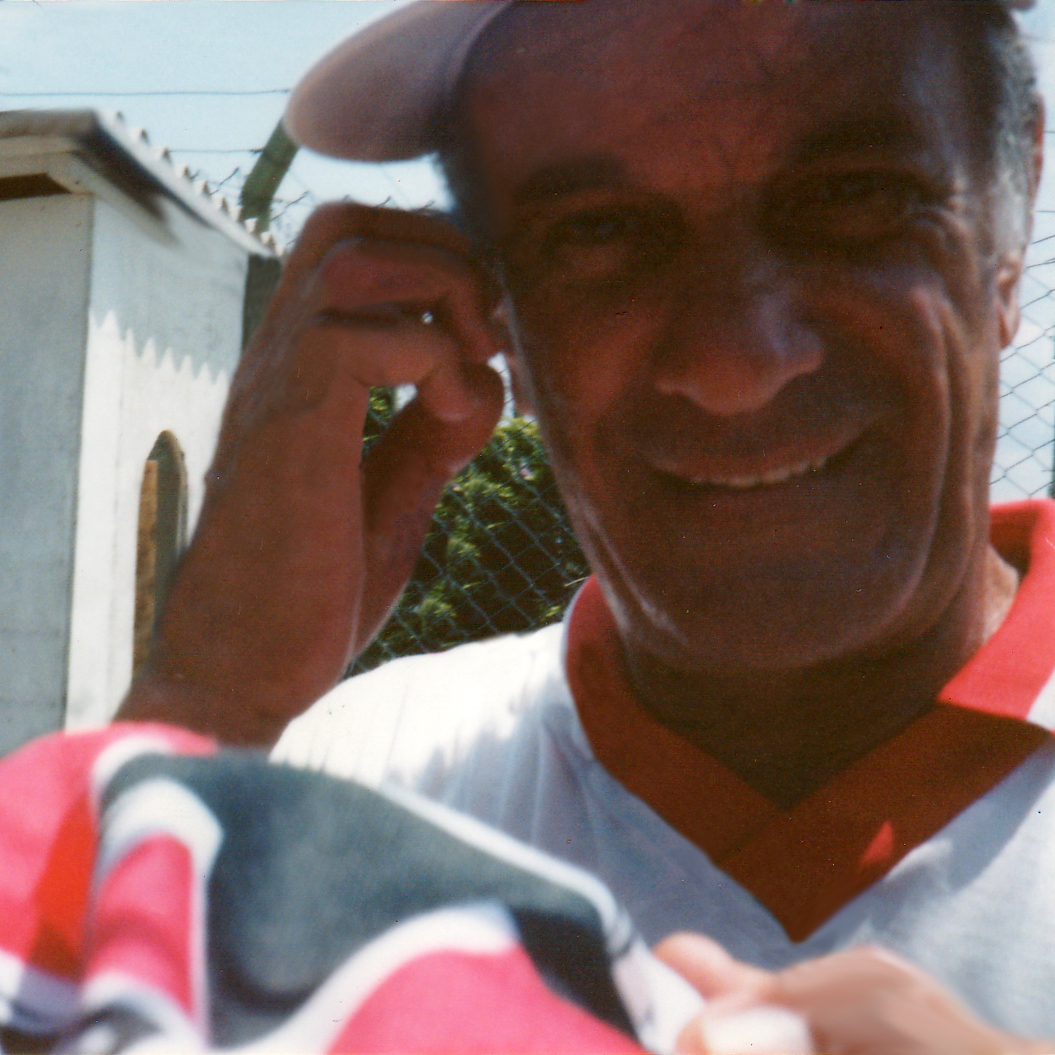
テレ・サンタナ／4月21日没

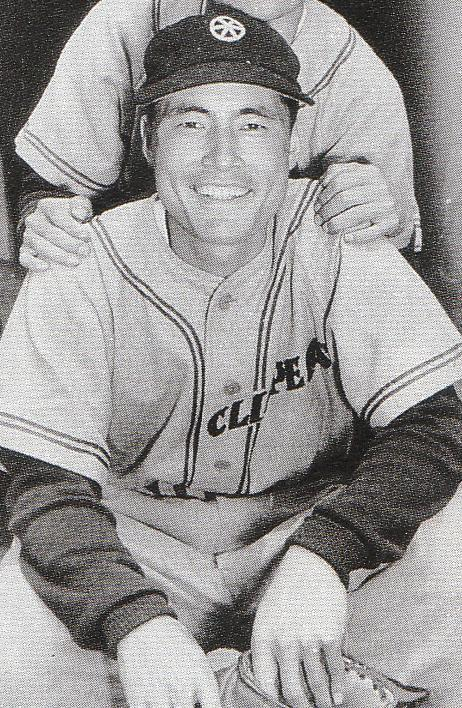
川崎徳次／4月25日没

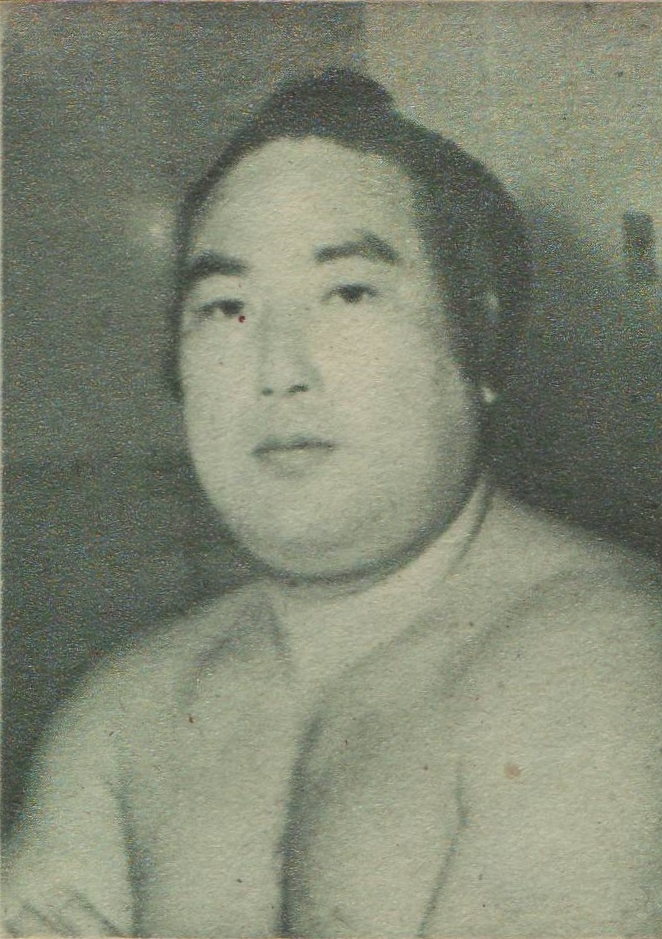
清惠波清隆／4月25日没

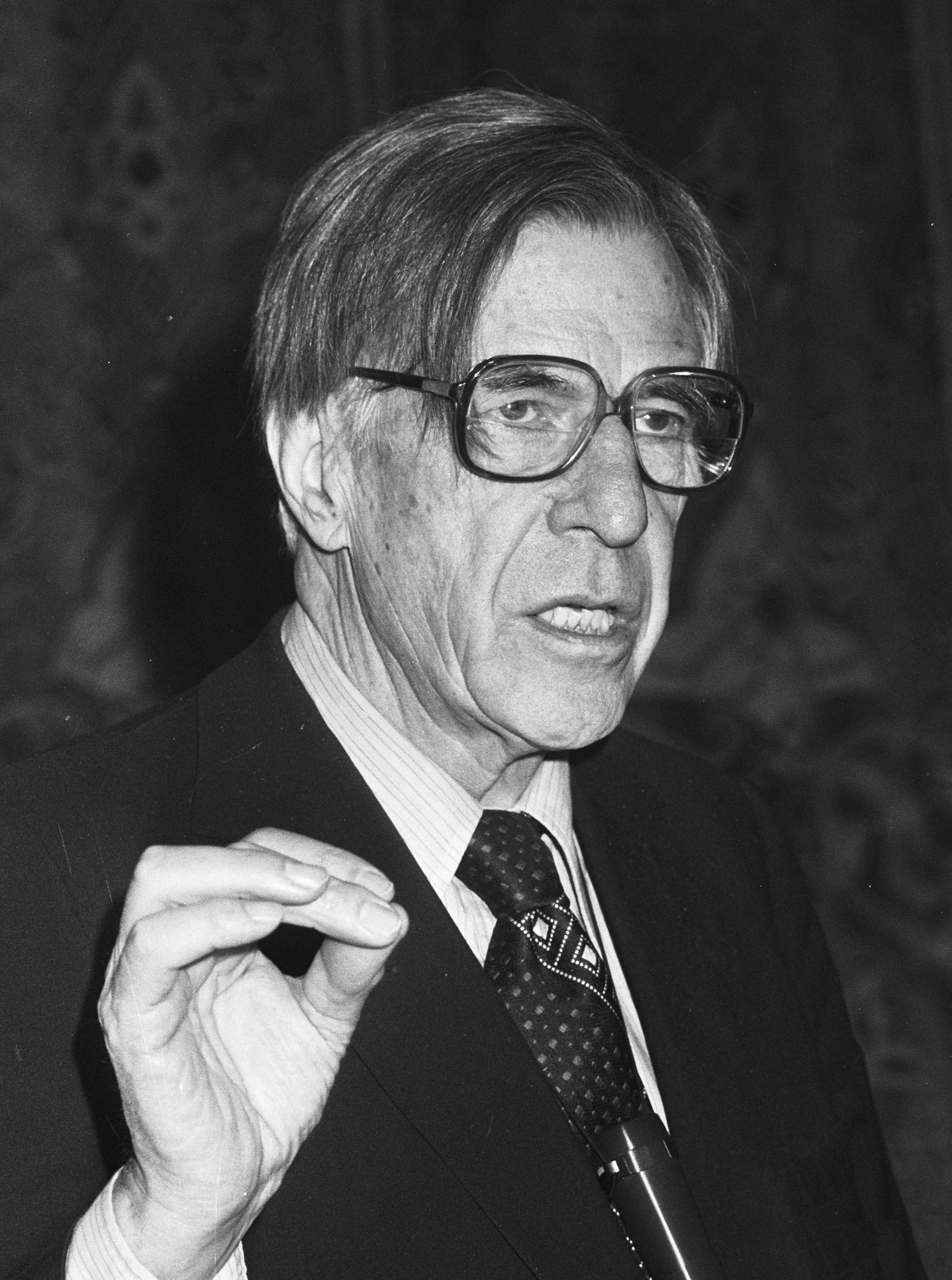
ジョン・ケネス・ガルブレイス／4月29日没

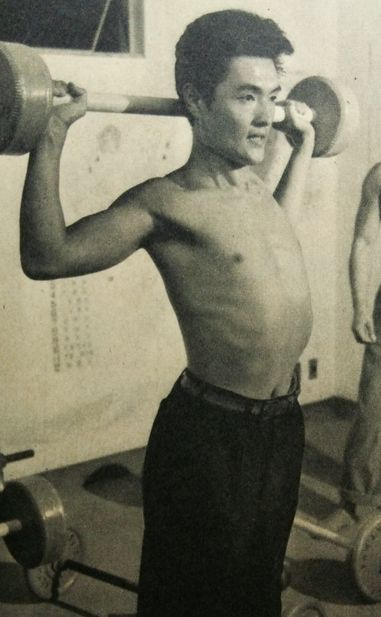
沼田曜一／4月29日没

## （1日 - 15日）
- 4月1日 - 松平勇雄、政治家、民選第10-12代福島県知事、元参議院議員、第29・30代行政管理庁長官（* 1907年）
- 4月1日 - アイ高野、ミュージシャン、元ザ・カーナビーツ（* 1951年）[1]
- 4月1日 - 松本竜助、タレント（* 1956年）[1]
- 4月3日 - 村上元三、作家（* 1910年）[1]
- 4月3日 - 絵門ゆう子、絵本作家、タレント、元NHKアナウンサー（* 1957年）[1]
- 4月5日 - アラン・カプロー、アメリカ合衆国の芸術家（* 1927年）
- 4月5日 - ジーン・ピットニー、アメリカ合衆国の歌手（* 1941年）[1]
- 4月5日 - 久島国夫、日本棋院囲碁棋士（* 1946年）
- 4月8日 - ジェラルド・リーヴ（Gerard Reve）、オランダの作家（* 1923年）
- 4月10日 - 菊池徹、南極探検家（* 1921年）
- 4月10日 - 佐々学、寄生虫学者 (* 1916年)
- 4月11日 - 富永直樹、彫刻家（* 1913年）
- 4月11日 - 小野彦之丞、実業家、元青森トヨタ自動車会長（* 1914年）
- 4月11日 - 鶴園哲夫、政治家、元日本社会党参議院議員（* 1915年）
- 4月11日 - 申相玉、大韓民国の映画監督（* 1926年）[1]
- 4月11日 - 小笠原弘、俳優（* 1927年）
- 4月11日 - ジューン・ポインター（June Pointer）、アメリカ合衆国の歌手（* 1953年）[1]
- 4月11日 - プルーフ、アメリカ合衆国のラッパー、D12のメンバー（* 1973年）
- 4月12日 - 黒木和雄、映画監督（* 1930年）[2][1]
- 4月13日 - ミュリエル・スパーク、イギリスの小説家（* 1918年）
- 4月15日 - 今野忠一、日本画家、東北芸術工科大学名誉教授（* 1915年）
- 4月15日 - 青木信光、作家（* 1932年）

## （16日 - 30日）
- 4月16日 - 三宅宅三、元プロ野球選手、スカウト（* 1921年）[3]
- 4月17日 - ヘンダーソン・フォーサイス、アメリカ合衆国の俳優（* 1917年）
- 4月18日 - 竹田現照、政治家、元日本社会党参議院議員（* 1924年）
- 4月19日 - 飯田善国、彫刻家（* 1923年）
- 4月21日 - テレ・サンタナ、ブラジルのサッカー選手、指導者(*1931年)
- 4月22日 - アリダ・ヴァリ、イタリアの女優（* 1921年）
- 4月24日 - エーリク・ベリマン、フィンランドの作曲家（* 1911年）
- 4月24日 - 榎本和平、政治家、元自由民主党衆議院議員（* 1926年）
- 4月25日 - ジェイン・ジェイコブズ、アメリカ合衆国の作家（* 1916年）
- 4月25日 - 川崎徳次、野球選手、元西鉄ライオンズ監督（* 1921年）[1]
- 4月25日 - 清惠波清隆、元大相撲前頭・中川親方（* 1923年）
- 4月26日 - ユヴァル・ネーマン、イスラエルの物理学者・政治家（* 1925年）
- 4月28日 - スティーブ・ハウ、野球選手、元メジャーリーグニューヨーク・ヤンキースなどの投手（* 1958年）
- 4月29日 - ジョン・ケネス・ガルブレイス、カナダ出身の経済学者（* 1908年）[1]
- 4月29日 - 沼田曜一、日本の俳優（* 1924年）[1]
- 4月29日 - 三遊亭圓彌、落語家（* 1936年）[1]
- 4月30日 - ジャン＝フランソワ・ルヴェル、フランスの政治家・随筆家、アカデミー・フランセーズ会員（* 1924年）
- 4月30日 - プラムディヤ・アナンタ・トゥール、インドネシアの作家（* 1925年）
- 4月30日 - コリーヌ・レイ＝ベレット、スイスのアルペンスキー選手（* 1972年）[1]